# سوق الطلبة الجنوبية (سوق الطلبة)
سوق الطلبة الجنوبية هي إحدى مشيخات المملكة المغربية، تتبع جغرافيا لإقليم العرائش وإداريًا لسوق الطلبة. يقدر عدد سكانها بـ 13142 نسمة حسب الإحصاء الرسمي للسكان والسكنى لسنة 2004.